# 130089 Saadatanwar
130089 Saadatanwar este o planetă minoră (asteroid) din centura de asteroizi. A fost descoperită pe 4 decembrie 1999 la Catalina Station⁠(d) de Catalina Sky Survey. 
Obiectul prezintă o orbită caracterizată de o semiaxă mare de 2,7198395881838 UAi, o excentricitate de 0,25, o înclinație de 11,8 ° în raport cu ecliptica.